# Duistere wegslak
De duistere wegslak (Arion ater) is een naaktslakkensoort uit de familie van de wegslakken (Arionidae). De geslachtsnaam Arion is afgeleid van de naam van de Oudgriekse dichter Arion. De slak komt van nature voor in Noord-Europa en Noord-Amerika. Er zijn taxonomen die de grote wegslak en de duistere wegslak als één soort beschouwen (Arion ater) of als ondersoorten van Arion ater (ssp. ater en ssp. rufus).

## Kenmerken

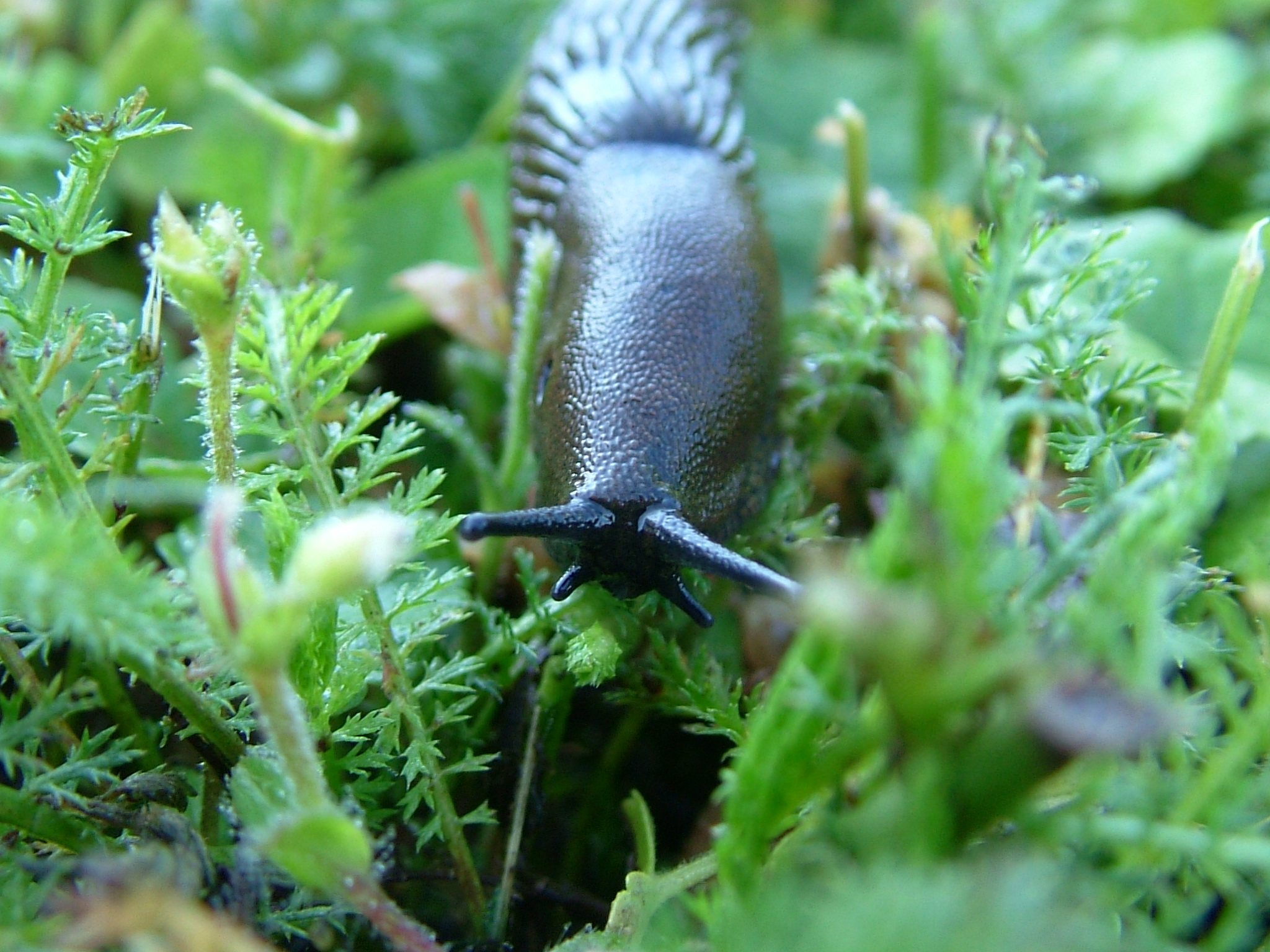

Deze naaktslak is 10 tot 15 centimeter lang. Bij 2,5 cm is de slak al geslachtsrijp. De jonge slak is bruin en de volwassen slak gewoonlijk zwart, maar kan ook steenrood, oranjeachtig, grijs tot zelfs wit zijn. Hoe noordelijker des te donkerder de slak is gekleurd. Het mantelschild is ovaal en net voor het midden zit de ademopening. Bij verstoring krimpt de slak ineen en vormt een bal, terwijl de huid slijm afscheidt ter verdediging. De huid van het mantelschild lijkt op fijn schuurpapier, de huid erachter is sterk in de lengte gerimpeld en heeft daardoor een regelmatig patroon van langwerpige bultjes. De voet is gespierder dan bij veel andere soorten, en kent een duidelijk golvende beweging bij het kruipen.

## Leefwijze
De duistere slak leeft van planten, rottend blad, schimmels, uitwerpselen en sommige insecten. Tijdens het kruipen wordt een dikke laag slijm aangemaakt, en deze soort is gevoeliger voor uitdroging waardoor alleen na de dauw en na regenval gekropen wordt; bij droger weer zit deze slak verstopt onder een object of in een dichte struik.
Het slijm van de duistere wegslak smaakt voor de meeste dieren niet lekker. Toch heeft deze slak natuurlijke vijanden, zoals de mol, egels, dassen, muizen, spitsmuizen, padden, kikkers, slangen, vleesetende kevers en sommige vogelsoorten.

## Voortplanting
De duistere wegslak is tweeslachtig maar paart wel en na wederzijdse bevruchting worden de transparante, 5 millimeter grote eitjes afgezet in klei, holletjes in de grond en in composthopen.

## Verspreiding en leefgebied
Het geprefereerde habitat (leefomgeving) bestaat uit vochtige loofbossen, gemengde bossen, wegbermen, akkers, tuinen, graslanden en bosranden, ook in de buurt van menselijke activiteiten.